# 't Is maar een woord
 't Is maar een woord was een Vlaams spelprogramma dat van 1962 tot 1969 op de toenmalige Belgische Radio en Televisie werd uitgezonden. De presentator was Paul Van de Velde.
De bedoeling was dat een vast panel de betekenis van moeilijke of ongewone Nederlandse woorden raadde. Degene die de meeste woorden correct wist te raden werd de winnaar. Panelleden waren Nora Sneyers, Piet Theys, Gaston Durnez en Louis-Paul Boon. Uit het programma werden twee spin-offs afgeleid, Teletaalles (met Joos Florquin) en Hier spreekt men Nederlands.

## Meer informatie
- (http://taalunieversum.org/voorzetten/9071313336/55/)
- (https://www.imdb.com/title/tt0296468/)